# Siedlisko (gmina)
Pour les articles homonymes, voir Siedlisko.
Siedlisko est une gmina rurale (gmina wiejska) de la powiat de Nowa Sól, dans la Voïvodie de Lubusz, dans l'ouest de la Pologne.
Son siège administratif (chef-lieu) est le village de Siedlisko, et qui se situe environ 8 kilomètres au sud-est de Nowa Sól (siège de la powiat) et 29 kilomètres au sud-est de Zielona Góra (siège de la diétine régionale).
La gmina couvre une superficie de 92,19 kilomètres carrés pour une population de 3 492 habitants en 2006.

## Histoire
De 1975 à 1998, la gmina est attachée administrativement à la voïvodie de Zielona Góra.

Depuis 1999, elle fait partie de la voïvodie de Lubusz.

## Géographie
La gmina inclut les villages et localités de :

Plan de la gmina

- Bielawy
- Borowiec
- Dębianka
- Kierzno
- Piękne Kąty
- Radocin
- Różanówka
- Siedlisko
- Ustronie
- Zwierzyniec

### Gminy voisines
La gmina de Siedlisko est voisine des gminy suivantes :
- Bytom Odrzański
- Kotla
- Nowa Sól
- Sława
- Żukowice.

## Structure du terrain
D'après les données de 2002, la superficie de la commune de Siedlisko est de 92,19 kilomètres carrés, répartis comme telle :
- terres agricoles : 53%
- forêts : 37%

La commune représente 11,96% de la superficie du powiat.

## Démographie
Données du 30 juin 2004:
| Description        | Total  | Total | Femmes | Femmes | Hommes | Hommes |
| ------------------ | ------ | ----- | ------ | ------ | ------ | ------ |
| Unité              | Nombre | %     | Nombre | %      | Nombre | %      |
| Population         | 3 503  | 100   | 1 765  | 50,4   | 1 738  | 49,6   |
| Densité (hab./km²) | 38     | 38    | 19,1   | 19,1   | 18,9   | 18,9   |